# Bomba logiczna
Bomba logiczna (ang. logic bomb) – złośliwe oprogramowanie wyrządzające szkody po spełnieniu określonych warunków.
Przykładowe warunki uaktywnienia bomby logicznej:
- określona data/godzina/dzień tygodnia
- utworzenie/usunięcie danego pliku
- uruchomienie programu
- zalogowanie się danego użytkownika
- połączenie z internetem
- dana liczba uruchomień programu

Aktywowana bomba logiczna może mieć dowolne działanie, np. skasowanie danych, zmiana haseł, zawieszenie systemu, dokonanie ataku typu DoS, czy umożliwienie autorowi przejęcia kontroli nad komputerem. Najczęściej spotykanym typem bomb logicznych są bomby czasowe (ang. time bomb), wykonujące się o określonym czasie. Działały w ten sposób m.in. sławne wirusy Michelangelo oraz Czarnobyl. Ten ostatni na przełomie XX/XXI w. spowodował ogromne straty, atakując komputery na całym świecie.